# Dussia lehmannii
Dussia lehmannii är en ärtväxtart som beskrevs av Hermann August Theodor Harms. Dussia lehmannii ingår i släktet Dussia och familjen ärtväxter. Inga underarter finns listade i Catalogue of Life.